# Взморник малый
Взморник малый, или Взморник Нольта (лат. Zostera noltei), — вид травянистых растений рода Взморник (Zostera) семейства Взморниковые (Zosteraceae).

## Ботаническое описание
Корневище сплюснутое, разветвленное, ползучее, 0,5—2 мм в диаметре; с тонкими корнями, по 1—2 в каждом узле. Вертикальные вегетативные побеги отходят от корневища как боковые побеги, укороченные. Стебель слабоветвистый. Листья плоские, линейные, цельнокрайные, (6) 20—30 (50) см длиной, 0,5—2 мм шириной, с 1—3 параллельными жилками. Верхушка листа всегда выемчатая, часто асимметричная. Листовое влагалище открытое, с 2 ушками.
Соцветия малоцветковые, початковидные, длиной до 3 см, в незамкнутом влагалище, с (3) 6—12 цветками на генеративных побегах 10—15 (20) см длиной. Плод односемянной, овальный или эллипсоидальный, продольно-бороздчатый, зеленовато-коричневый, гладкий, 1,5—2,0 мм длиной; семенная кожура гладкая.

## Таксономия
Zostera noltei Hornem., Fl. Dan. 12 (35): 1, t. 2041 (1832).
Вид назван в честь немецкого ботаника Эрнста Фердинанда Нольте.

### Синонимы
- Nanozostera noltei (Hornem.) Toml. & Posl. (2001)
- Phucagrostis minor Cavolini (1792), nom. inval.
- Zostera angustifolia Loser (1863)
- Zostera emarginata Ehrenb. & Hemprich ex Asch. (1867)
- Zostera minor Nolte ex Rchb. (1845)
- Zostera nana Roth (1827), nom. illeg.
- Zostera nana var. latifolia Harmsen (1936)
- Zostera nodosa Guss. (1844), nom. illeg.
- Zostera pumila Le Gall (1850)
- Zostera trinervis Stokes (1812), nom. illeg.
- Zostera uninervis Vahl ex Rchb. (1831), nom. illeg.